# Iphidinychus balazyi
Iphidinychus balazyi es una especie de arácnido del orden Mesostigmata de la familia Dinychidae.

## Distribución geográfica
Se encuentra en Estados Unidos.